# Schönrain (Königsdorf)
Schönrain ist ein Ortsteil der Gemeinde Königsdorf im Landkreis Bad Tölz-Wolfratshausen in Oberbayern.

## Lage
Das Dorf liegt in der gleichnamigen Gemarkung vier Kilometer südlich von Königsdorf an der Bundesstraße 11 und der Kreisstraße TÖL 6.

## Geschichte
Bei der Volkszählung 1961 hatte das Dorf 66 Einwohner in elf Gebäuden mit Wohnraum. In der politischen Gemeinde mit einer Fläche von 24,77 Quadratkilometern lebten damals 658 Einwohner in 18 Orten.
Zum 1. Mai 1978 wurde die eigenständige Gemeinde aus dem Landkreis Bad Tölz aufgelöst. Die Orte Au, Brandl, Graben, Heigl, Höfen, Pföderl, Schönrain und Schwaighofen wurden nach Königsdorf eingegliedert, Bocksberg, Fletzen, Hohenbirken, Karpfsee, Letten, Mürnsee, Nantesbuch, Podling, Reindlschmiede und Unterkarpfsee nach Bad Heilbrunn. Bei der Volkszählung 1987 hatte das Dorf 82 Einwohner in 26 Gebäuden.

## Baudenkmäler

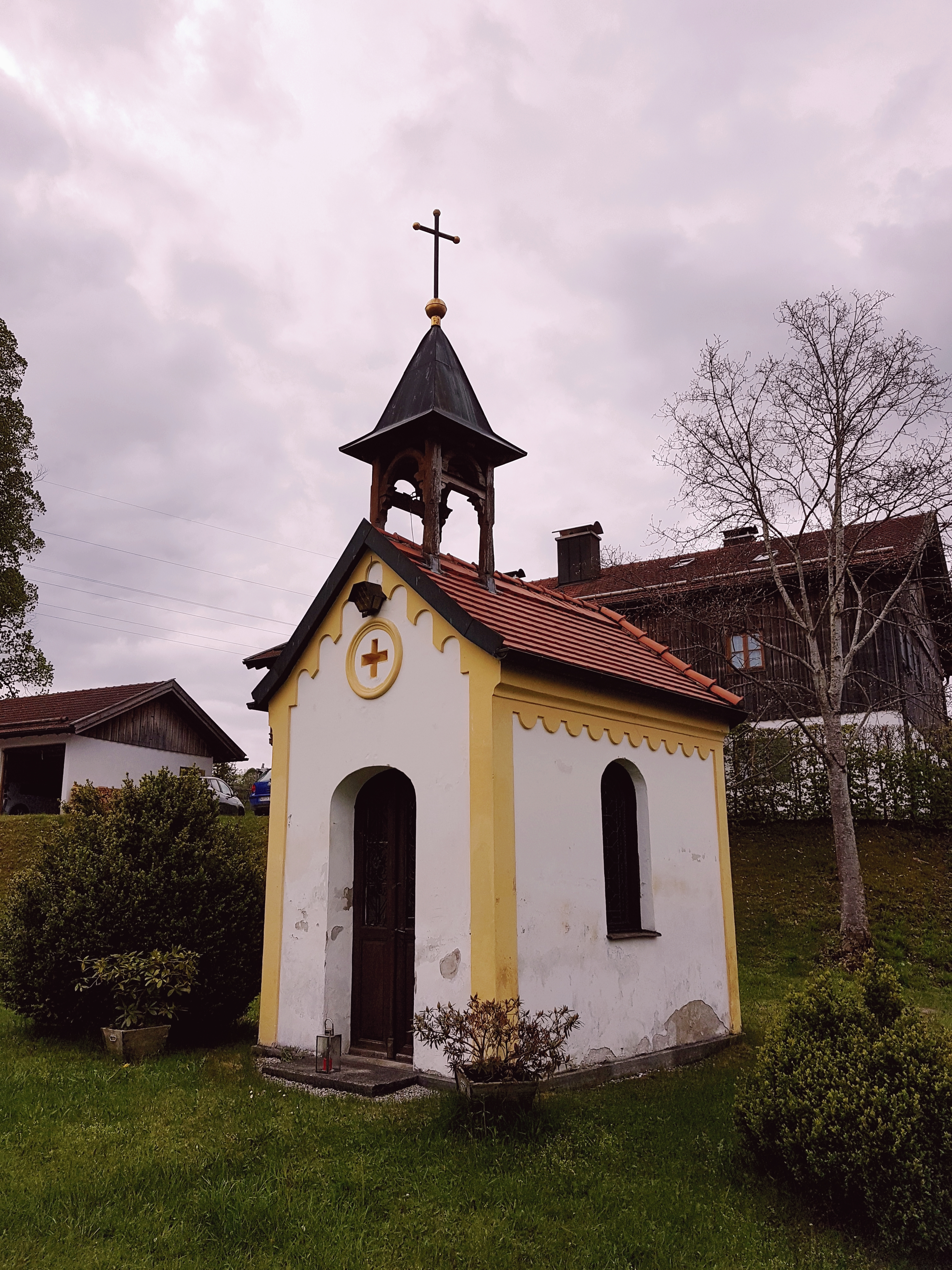
Huberkapelle

Die Liste der Baudenkmäler enthält in Schönrain die Huberkapelle und zwei Getreidekästen, einer davon transloziert aus Fletzen.